# Escorpión Park
Der Escorpión Park ist ein Park in den Simi Hills im westlichen San Fernando Valley im Bezirk West Hills in Los Angeles, Kalifornien.

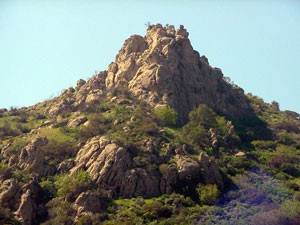
Castle Peak

Der Park enthält das geografische Wahrzeichen, das als Scorpion Peak oder Castle Peak bekannt ist, einen felsigen Gipfel, der 449,6 m hoch ist und vom größten Teil des Parks und der umliegenden Gemeinde aus gesehen werden kann.
Der Eingang zum Park mit seinem Parkplatz befindet sich am westlichen Ende der Vanowen Street, westlich des Valley Circle Boulevard in West Hills.
Der Park ist 7 Tage die Woche von Sonnenaufgang bis Sonnenuntergang geöffnet. Die Wanderwege sind offen für Spaziergänge, Wanderungen, Klettern, Mountainbiken und Reiten. Hunde sind in Begleitung eines Wanderers erlaubt. In der Umgebung gibt es Klapperschlangen,  auf die man beim Gehen achten muss. Kraftfahrzeuge und Motorräder sind ohne Ausnahmegenehmigung nicht gestattet. Der Park wird vom Los Angeles Parks and Recreation Department unterhalten.
Das Gebiet wurde seit rund 8000 Jahren von Stämmen der Tongva- und Chumash-Indianer bewohnt, die in der Region Simi Hills und in der Nähe der Nebenflüsse des Los Angeles River lebten. Die Chumash-Stadt Hu'wam befand sich am Fuße des Gipfels neben Bell Creek, nahe dem Eingang zum Bell Canyon. Dieses Dorf war ein Handelspunkt für die Chumash mit ihren Nachbarn im Osten, der Tongva und Tataviam.